# 미야카와촌 (아키타현)
미야카와촌(宮川村)은 아키타현 가즈노군에 있던 촌이다. 현재의 가즈노시 하치만타이의 동부에 해당한다.

## 역사
- 1889년 4월 1일 - 정촌제 시행에 의해 2촌의 구역으로 성립하였다.
- 1956년 6월 15일 - 아케보노촌과 합병해 하치만타이촌이 성립하였다. 동일 미야카와촌이 폐지되었다.

## 교통

### 철도
- 일본국유철도 하나와 선

### 도로
- 현도 모리오카게마나이 선(현:국도 제282호선)

현재는 구 촌역에 도호쿠 자동차도의 가즈노하치만타이 인터체인지가 소재하지만, 당시는 미개통이였다.